# او-۵۶۷
زیردریایی یو-۵۶۷ (به انگلیسی: German submarine U-567) یک زیردریایی بود که طول آن ۶۷٫۱ متر (۲۲۰ فوت ۲ اینچ) بود. این زیردریایی در سال ۱۹۴۱ ساخته شد.